# Grand Lisboa
Das Grand Lisboa (chinesisch 新葡京, Pinyin Xīn Pújīng, kantonesisch Sān Pòuhgīng – „Neu-Pujing“ oder 葡京娱乐场所,  Pújīng Yúlèchǎngsuǒ – „Pujing-Vergnügungspark“) ist ein 258 Meter hohes als Hotel und Spielbank genutztes Gebäude mit 48 ober- sowie vier unterirdischen Stockwerken in der chinesischen Sonderverwaltungszone Macau. Es ist das höchste Wohngebäude in Macau.
Der Kasinobetreiber Stanley Ho ließ das Gebäude für über 385 Millionen US-Dollar errichten. Es wurde als Erweiterung des auf der gegenüberliegenden Straßenseite stehenden Casino Lisboa von den Hongkonger Architekten Dennis Lau und Ng Chun Man entworfen und im Dezember 2008 eröffnet und wird von SJM Resorts betrieben. Die Fassadenstruktur ist der Form einer Lotusblüte nachempfunden. Das Hotel umfasst 433 Zimmer und Suiten und neun Restaurants. 
Das Casino im Hotel wurde gesondert bereits ein Jahr zuvor am 11. Februar 2007 eröffnet.